# Loreo
Loreo ist eine italienische Gemeinde mit 3199 Einwohnern (Stand 31. Dezember 2023) in der italienischen Provinz Rovigo. Die Geschichte Loreos reicht bis in die venetische und etruskische Zeit zurück. Vom 11. bis zum 18. Jahrhundert gehörte der Ort zum unmittelbaren Herrschaftsbereich Venedigs. Der örtliche Dialekt ist von dort stark geprägt und unterscheidet sich deutlich von dem der Nachbarorte, die nicht zu Venedig gehörten.

Lage Loreos in der Provinz Rovigo

## Geschichte

### Römer

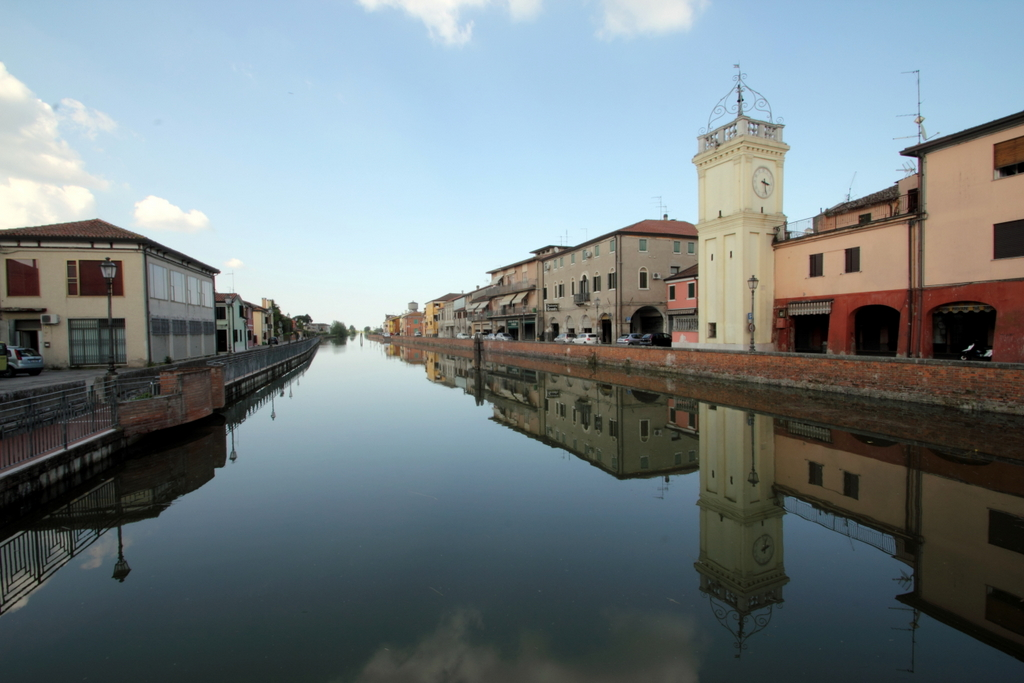
Der Canale di Loreo.

Veneter siedelten nahe dem einstigen Küstensaum (septem mària), doch lassen sich Siedlungsstrukturen erst nach der römischen Eroberung um 225 v. Chr. um den portus Laureti feststellen, den Hafen Loreo. Möglicherweise geht der Name auf Lauretum, auf Lorbeerwald zurück. Die wichtigste römische Fundstätte im Delta des Po, dem Polesine, ist Corte Cavanella nahe dem Südufer der Etsch. Von dort, dem Mansio Fossis an der Via Popilia, wurden umfangreiche Bonifikationen vorgenommen.

### Byzantiner, Langobarden
Schon früh war Loreo mit der Republik Venedig verbunden. Um 550 wurde die Stadt im Zusammenhang mit der Rückeroberung Italiens durch die Armeen des Kaisers Justinian I. wieder byzantinisch. Doch die Invasion der Langobarden schuf dort eine prekäre Situation, die Städte schrumpften, viele von ihnen verschwanden. 

### Venedig (ab 992)

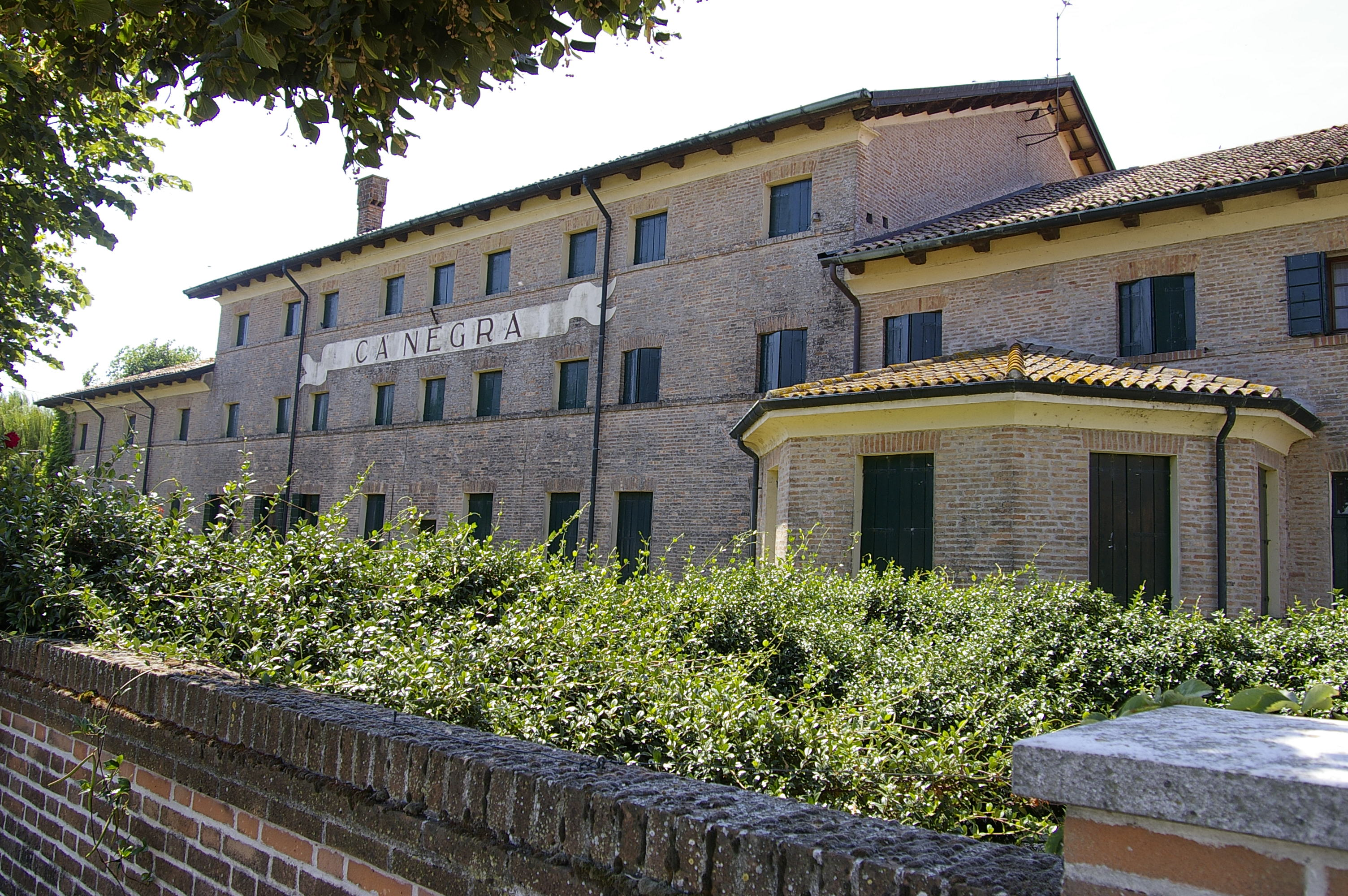
Corte Ca' Negra im Stadtteil Ca' Negra, nahe der Grenze zu Cavarzere

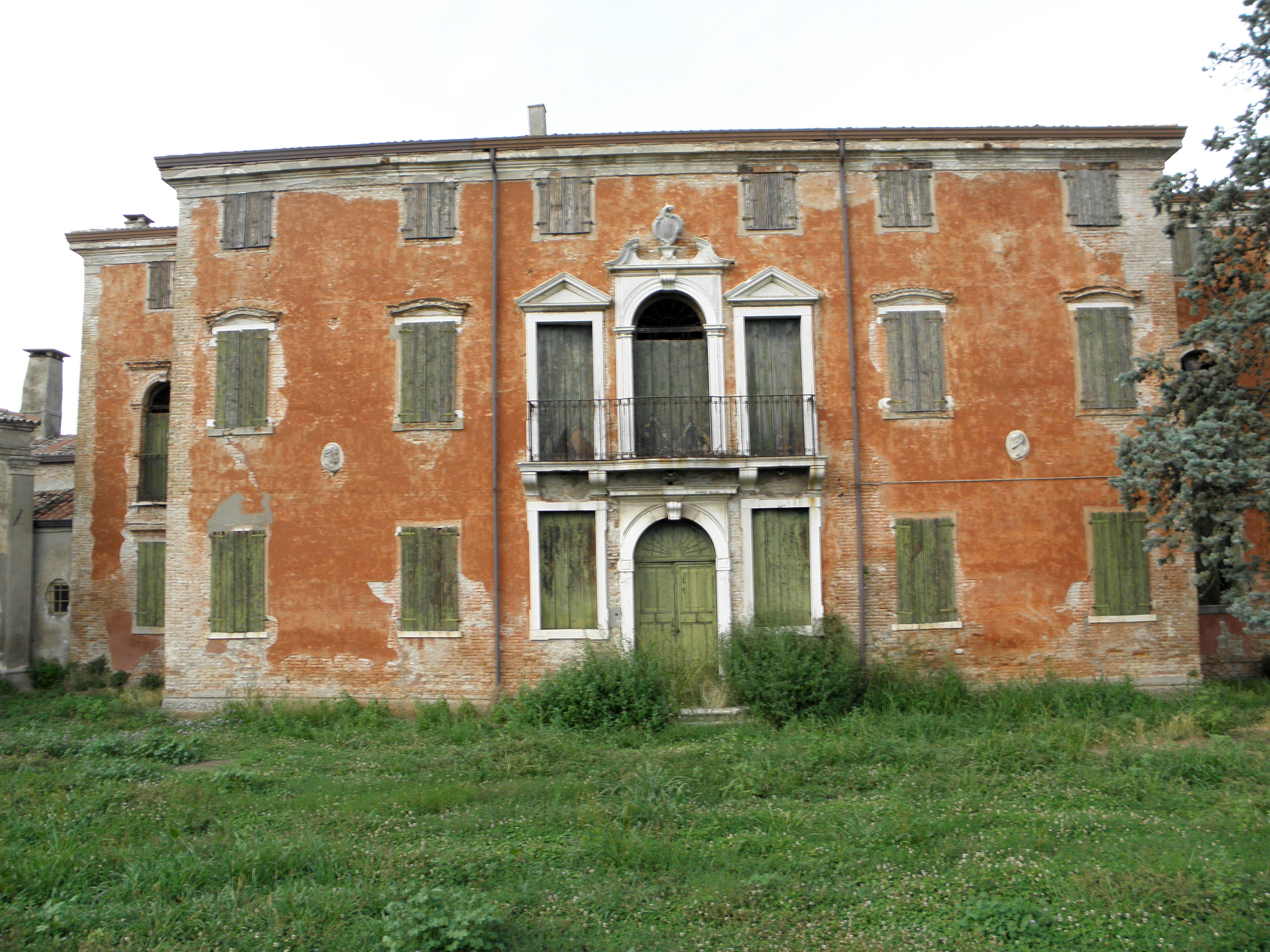
Die verlassene Villa Vianelli

992 übernahm Venedig unter dem Dogen Pietro II. Orseolo den Ort, der einer der südlichsten des Dogado wurde, des unmittelbaren Herrschaftsgebiets Venedigs. Ein Gastalde agierte dort im Grenzgebiet zu Ferrara als Stellvertreter. Entsprechend dem venezianischen Vorbild entstand eine Stadt mit engen Gassen, die noch heute das Bild der Kernstadt prägen. Darüber hinaus lag die Stadt am Naviglio, einem schiffbaren Kanal. Der bedeutendste Wirtschaftszweig war die Salzgewinnung, für die König Otto III. Venedig 992 neben der Bestätigung seiner Privilegien den Schutz des Salzes anbot. 1017 versuchte der Bischof von Adria vergeblich die Salzgewinnung in seine Hand zu bekommen. 
Um solchen Eroberungsversuchen entgegenzuwirken, erbaute Venedig 1094 einen befestigten Turm, dem weitere castra folgten, die das schmale Territorium auf dem Festland vor Invasionen schützen sollten, und vor allem die dahinter liegende Lagune. Bis etwa 1090 lässt sich auch die Existenz der Kirche Santa Maria Assunta zurückverfolgen. Im 11. und 12. Jahrhundert kam es zwischen Venedig und den größeren Festlandsstädten, wie etwa Ferrara, zu beständigen Auseinandersetzungen um Handels- und Kontrollrechte. Am 23. Juni 1226 schlossen Venedig und Ferrara den Vertrag von Loreo ab, der ihre Streitigkeiten vorläufig beendete. Umfangreiche Konflikte führten zu vier Kriegen mit Genua, deren letzter, der Chioggia-Krieg, Loreo neben Chioggia und Cavarzere 1379 zeitweise in genuesische Hand brachte. Am 21. Januar 1380 gelang es jedoch Carlo Zeno und Vettor Pisani die Stadt zurückzuerobern. 
Loreo hatte eine gewisse Bedeutung für den Handel, weil über den Naviglio, einen Teil des heutigen Canal Bianco, ein großer Teil des Handels mit der Emilia und der Lombardei abgewickelt wurde. Zollstellen bestanden in Cavanella Po (ein Ortsteil von Adria) und in Loreo. Im Ortsteil Tornova befindet sich heute nahe am Fluss eine Inschrift von 1785 auf istrischem Stein, auf dem die Tarife, die Zollhöhen verzeichnet sind. In den 1780er Jahren hatte das Städtchen etwa 2000 Einwohner, der Distrikt mit 11 Orten rund 12.000. 
Der Po floss in elf Mündungen in die Adria, die sich bocche nannten: Goro, Donzellina, Gnocca, Scoetta, Camello, Tole und Maistra, dazu kamen die alten Mündungen Caleri und Levante. Die Bindung an Venedig und die Schiffbarkeit der Arme des Pos und der Kanäle waren der Entwicklung des Schiffbaus förderlich. Eine der bedeutendsten Werften war der 1613 gegründete Squero Doni, der seine Blütezeit im 18. Jahrhundert hatte. Dort entstanden sowohl die Boote für den Flussverkehr als auch hochseetüchtige Schiffe. Im Stadtgefängnis, das sich bis 1537 zurückverfolgen lässt, befindet sich heute die Bibliothek der Kommune.

### Franzosen und Österreicher (1797–1866)
Mit dem Ende der Republik wurde Loreo 1797 zunächst französisch, dann österreichisch; Wien schuf die Provinz Adria am 27. Februar 1798. 1800 kehrten die Franzosen zurück, Loreo gehörte nun zum Département Adriatique. Zunächst gehörte Loreo zur Repubblica Italiana, dann ab 1805 zum Königreich Italien. Nach der Niederlage Napoleons kam das Gebiet zum österreichischen Königreich Lombardo-Venetien. Erst 1866 wurde es mit Venetien an Italien angeschlossen.

### Italien (seit 1866)
1866 kam Loreo mit dem gesamten österreichischen Gebiet an Italien. 1871 hatte der Ort 3609 Einwohner, eine Zahl, die sich bis 1921 beständig erhöhte, um in diesem Jahr 6176 zu erreichen. Danach stagnierte die Bevölkerungszahl bis 1951, als sie immerhin noch auf 6714 anstieg. 
Während der langen Wirtschaftskrise, die Oberitalien im 19. Jahrhundert erfasste, verließen viele Bewohner die Region. 1951 kam es zudem zu einer gewaltigen Überschwemmung durch den Po. Zehn Jahre später war die Einwohnerzahl auf 4604 eingebrochen, seit 1971 stagniert sie bei wenig über 3700.

## Sehenswürdigkeiten

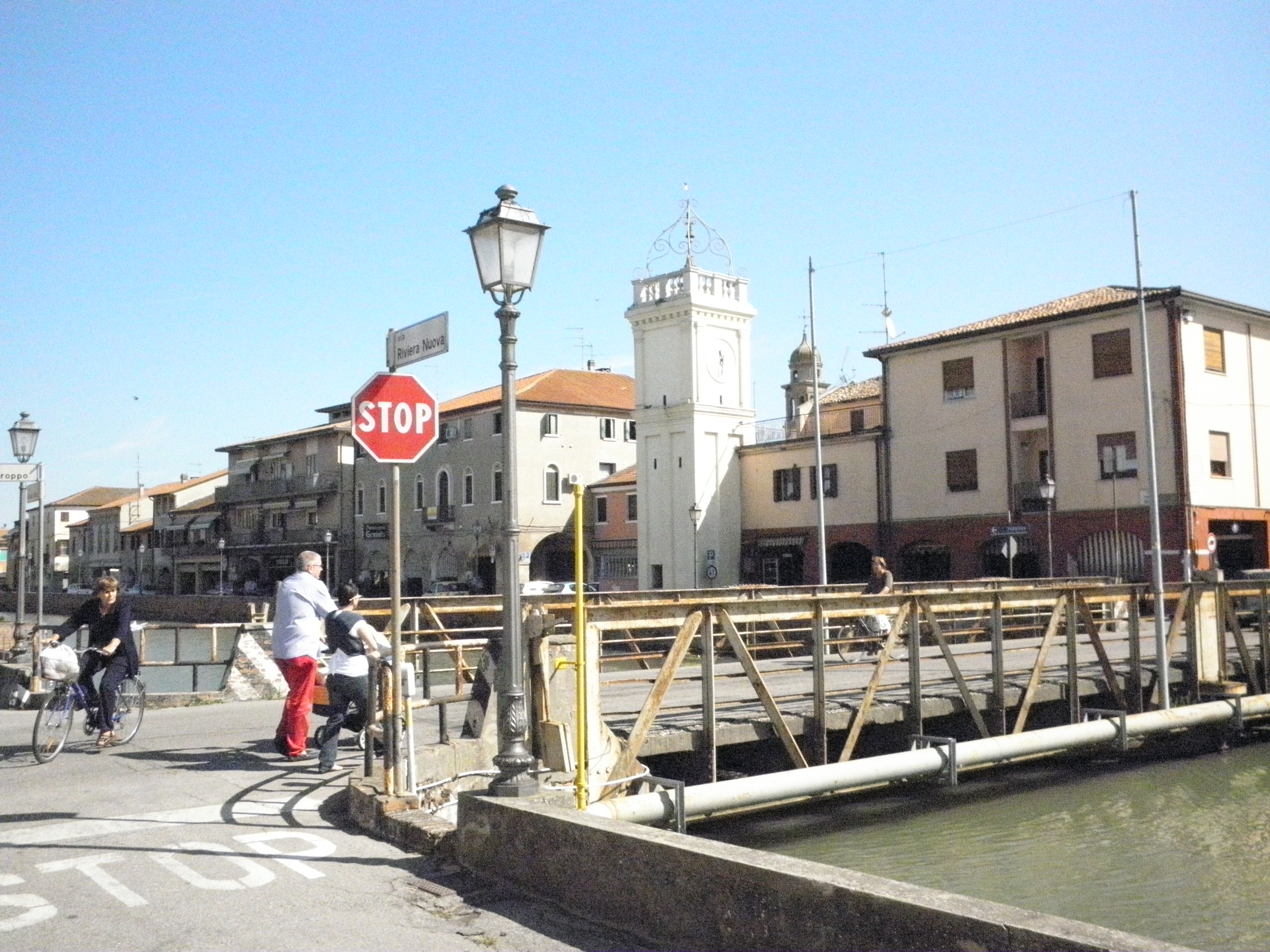
Die Brücke zur Via Roma, Teil der Riviera Guglielmo Marconi.

Neben der nach venezianischem Vorbild entstandenen Altstadt sind insbesondere die Kirchen sehenswert. Dazu zählt etwa das Santuario di Loreo (Dom). Es wurde 1675 fertiggestellt; die Kirche lässt sich bis 1094 zurückverfolgen. 
Die bereits Ende des 11. Jahrhunderts nachweisbare Kirche Santa Maria Assunta wurde nach dem Brand von 1510 erst sehr viel später, nämlich zwischen 1658 und 1675 von Baldassare Longhena neu gestaltet. Im Inneren finden sich Malereien, etwa von Andrea Vicentino (San Vincenzo Ferrer tra cinque Santi) und Antonio Martinetti (Il transito di San Giuseppe). Die Orgel stammt aus dem Jahr 1787 und wurde 1992 restauriert. Sie stammt von Gaetano Callido (1727–1813). Jüngste Ausgrabungen förderten ein ravennatisches Fußbodenmosaik zutage, das auf vorchristliche Zeit zurückgeht.
Nennenswert sind auch das Oratorium der Heiligen Dreifaltigkeit, das 1603 entstand, und schließlich die Chiesa della Madonna del Pilastro, die bereits 1489 existierte und die eine der ältesten Kirchen des Polesine ist. Sie wurde 1553 umgestaltet.
Die barocke Villa Vianelli in der Frazione Tornova befindet sich in einem ländlichen Umland.

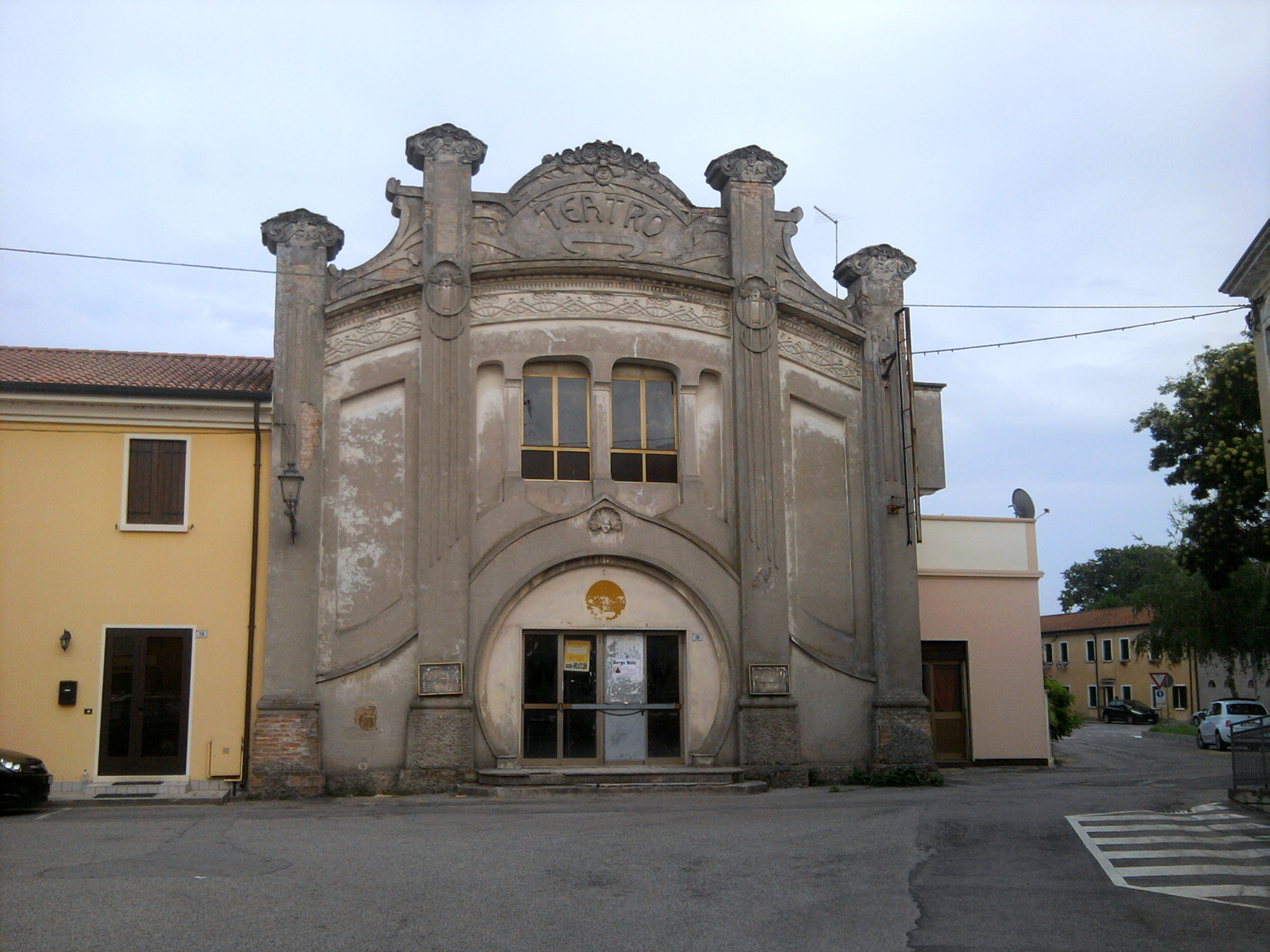
Das Teatro Zago von 1891

1891 entstand das Teatro Zago in der entweihten Kirche Santi Pietro e Monica. 1919 wurde es umgebaut und erhielt eine Loggia im oberen Geschoss, zudem wurde die Fassade modernisiert. 1962 bis 1981 diente es als Kino. Seither steht es leer.

## Verkehr
Loreo befindet sich unweit der Strada Statale 309 Romea und ist über die Strada Provinciale 45 mit  Adria sowie Rosolina und Porto Viro Richtung Po-Delta verbunden.

## Veranstaltungen
Die bekannteste Veranstaltung in Loreo ist die Versammlung der Confraternità della SS. Trinità. An der alljährlichen Flagellation der vielleicht 3000 fradèi nehmen im Juni mehrere hundert Bruderschaftsmitglieder aus dem gesamten Venetien, der Emilia, der Lombardei, dem Trentino und Südtirol sowie dem Piemont teil. Sie wurde vom Bischof von Chioggia Lorenzo Prezzato 1603 ins Leben gerufen. Sie wird nicht-öffentlich durchgeführt und von Prozessionen und Messen begleitet. 
Die Messe des Hl. Michael (Fiera di S. Michele) findet seit 1337 jeweils am 29. September statt. Diese hat vor allem für die Bewohner des Deltas eine größere Bedeutung.